# اتحادیه هنرمندان قرن
اتحادیه هنرمندان قرن (به انگلیسی: Century Guild of Artists) یک گروه انگلیسی از علاقه‌مندان به هنر بودند که بین حدود ۱۸۸۳ و ۱۸۹۲ میلادی فعال بودند. کار آن‌ها در درجۀ اول بر اساس نقوش قرن ۱۸ میلادی بود، اگرچه برخی از آثار به سبک آر نُوو بودند.

## تاریخچه
اتحادیه در سال ۱۸۸۲ میلادی توسط آرتور هیگیت مکمردو با هدف حفظ تجارت هنری و اصالت صنعتگران پشت آن تأسیس شد. اعضاء یکی از اولین گروه‌های جنبش هنر و صنایع دستی بودند که هدف آن یکسان‌سازی هنرها بود. تقریباً ۲۰ نفر با این اتحادیه در ارتباط بودند، اما تنها اعضای آن آرتور هیگیت مکمردو، هربرت هورن و سلوین ایمیج بودند.
این اتحادیه در درجۀ اول طراحی داخلی مانند مبلمان، شیشه‌های رنگی، فلزکاری، نقاشی‌های تزئینی و طراحی معماری تولید می‌کرد. این طرح‌ها همه در نمایشگاه اختراعات (لندن، ۱۸۸۵ میلادی)، نمایشگاه ناوبری و ساخت (لیورپول، ۱۸۸۶ میلادی)، پاونال هال (۷–۱۸۸۶ میلادی؛ چشایر) و نمایشگاه جشن سلطنتی (منچستر، ۱۸۸۷ میلادی) به نمایش گذاشته شدند.
علیرغم خروجی متناقض، این گروه از طریق نمایشگاه و از طریق مجلۀ فصل‌نامۀ خود به نام اسب هابی اتحادیه قرن که از ۱۸۸۴ تا ۱۸۹۲ میلادی چاپ می‌شد، به رسمیت شناخته شد. سپس این مجله به اسب هابی تغییر نام داد و تا دو سال دیگر ادامه داد تا اینکه در سال ۱۸۹۴ میلادی تعطیل شد.  اسب هابی به عنوان راهی برای به اشتراک گذاشتن دیدگاه‌های اتحادیه عمل می‌کرد و هنر دست‌ساز را برخلاف صنایع مکانیکی ترویج می‌کرد.

## تأثیر
اتحادیه بر طراحانی مانند سی.اف.ای وویزی و چارلز رنی مکینتاش و بر تشکیل انجمن نمایشگاهی هنر و صنایع دستی تأثیر گذاشتند.